# Bánh nước xốt táo

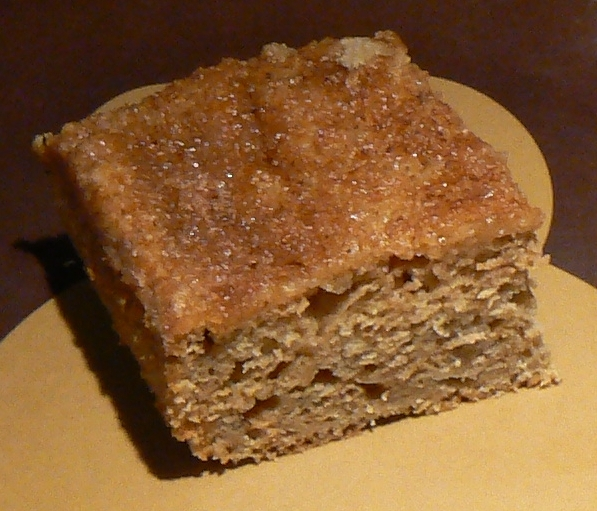
Một lát bánh xốt táo với quế và topping đường

Bánh nước xốt táo là một loại bánh được chế biến từ nước xốt táo, bột mỳ và đường. Ngoài ra, các thành phần phụ cũng có thể trộn vào bột bánh, và sau khi ra lò bánh sẽ có xu hướng chảy nhão. Trong một vài trường hợp, món ăn này được phục vụ dưới dạng bánh cà phê. Bánh nước xốt táo có từ đầu thời kỳ thuộc địa ở Hoa Kỳ, và Ngày Bánh nước xốt táo Quốc gia thường diễn ra vào ngày 6 tháng 6 hàng năm tại quốc gia này.

## Lịch sử
Bánh nước xốt táo có từ đầu thời kỳ thuộc địa tại Thuộc địa New England ở đông bắc Hoa Kỳ. Từ năm 1900 đến những năm 1950, công thức làm món bánh này thường xuyên xuất hiện trong sách dạy nấu ăn của Hoa Kỳ. Tại nước này, Ngày Bánh nước xốt táo Quốc gia diễn ra hàng năm vào ngày 6 tháng 6.

## Thành phần và chuẩn bị

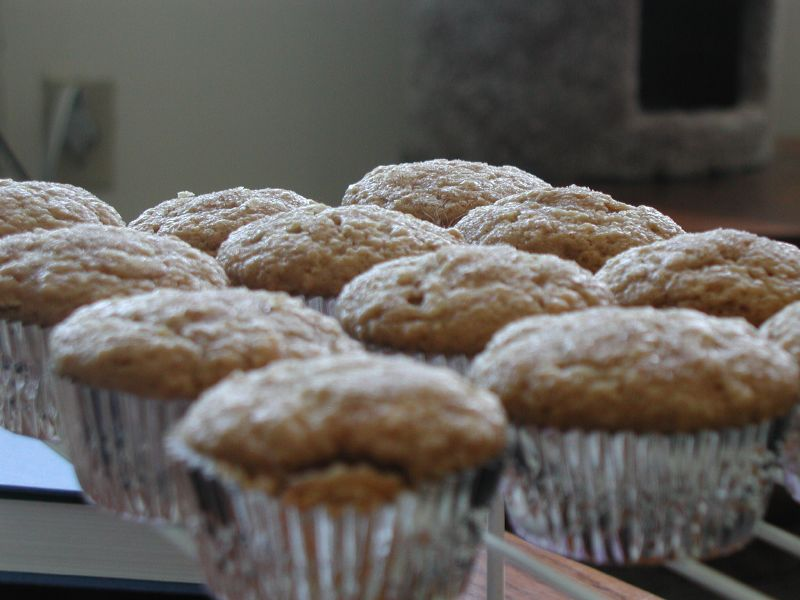
Bánh cốc nước xốt táo

Bánh nước xốt táo là một loại bánh tráng miệng được chế biến từ nước xốt táo, bột và đường. Táo mua ở cửa hàng hoặc táo tự trồng có thể được sử dụng làm nguyên liệu. Những thành phần làm bánh phụ bao gồm trứng, bơ, bơ thực vật hoặc dầu, nho khô và nho khô kích thước lớn, chà là, táo xắt nhỏ, hạt băm nhỏ (như quả óc chó và quả hồ đào), bột ca cao, cùng các gia vị như quế, đinh hương, hạt nhục đậu khấu hoặc hạt tiêu. Một số loại bánh có để thêm gừng khô hoặc tươi, nghiền mịn. Sau khi nướng, món ăn này thường được phủ một lớp kem mỏng hoặc tráng glaze, chẳng hạn như glaze caramel. Đồng thời, người ta cũng có thể phủ lên một ít đường cát hoặc kem tươi lên bánh. Bánh táo không chứa gluten thường có nguyên liệu là bột gạo.
Bánh nước xốt táo có xu hướng ẩm do hàm lượng chất lỏng cao có trong nước xốt. Tuy nhiên, nếu sử dụng nước xốt táo kiểu chunky thì bánh sẽ có độ ẩm ít hơn so với sử dụng nước xốt thông thường. Ngoài ra, nếu để ngoài không gian thoáng một hoặc hai ngày trước khi sử dụng thì hương vị bánh có thể thơm ngon hơn, vì làm như thế sẽ tạo điều kiện giúp cho món ăn có thời gian hòa quyện các thành phần bên trong.
Bánh này có thể sử dụng nhiều loại khuôn bánh khác nhau, chẳng hạn loại giống như hình vòng của bánh bundt thì sử dụng khuôn bó, bánh dạng ổ bánh mì dùng khuôn ổ bánh mì, còn bánh dạng tấm thì dùng khuôn tấm. Bánh nước xốt táo đôi khi cũng được đúc hình khuôn bánh cốc.

## Biến thể
Bánh nước xốt táo có thể được chuẩn bị và phục vụ như một loại bánh cà phê, và cũng được phủ một lớp topping ngọt lên trên mặt bánh. Các phiên bản đơn giản hơn sẽ được sơ chế từ hỗn hợp bánh cà phê có sẵn, xốt táo cùng với nhiều nguyên liệu khác nhau. Các loại trái cây như quả việt quất, quả nam việt quất và nho khô cũng thường hay được sử dụng chung với bánh cà phê táo.

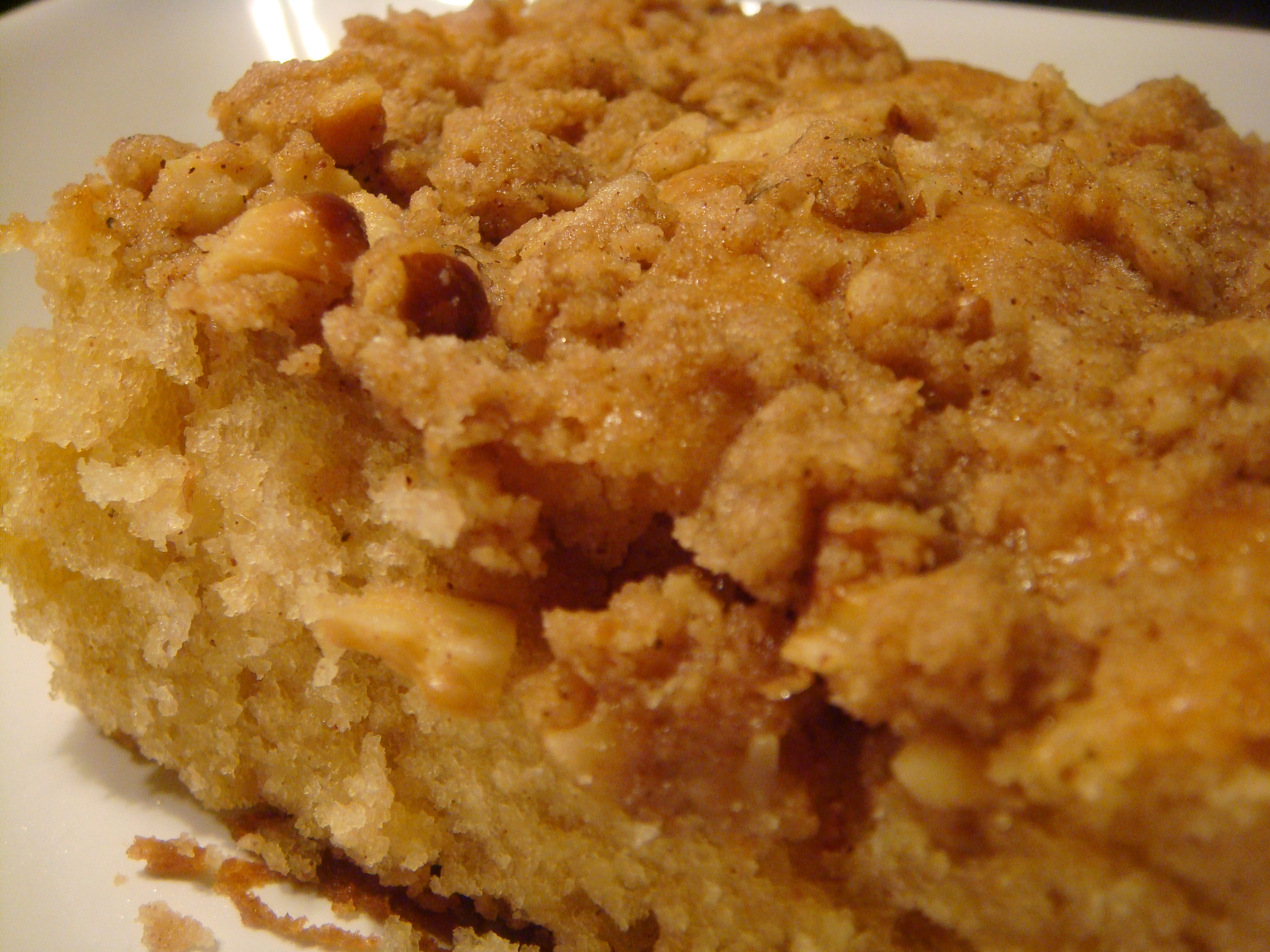
Hình ảnh bánh cà phê óc chó
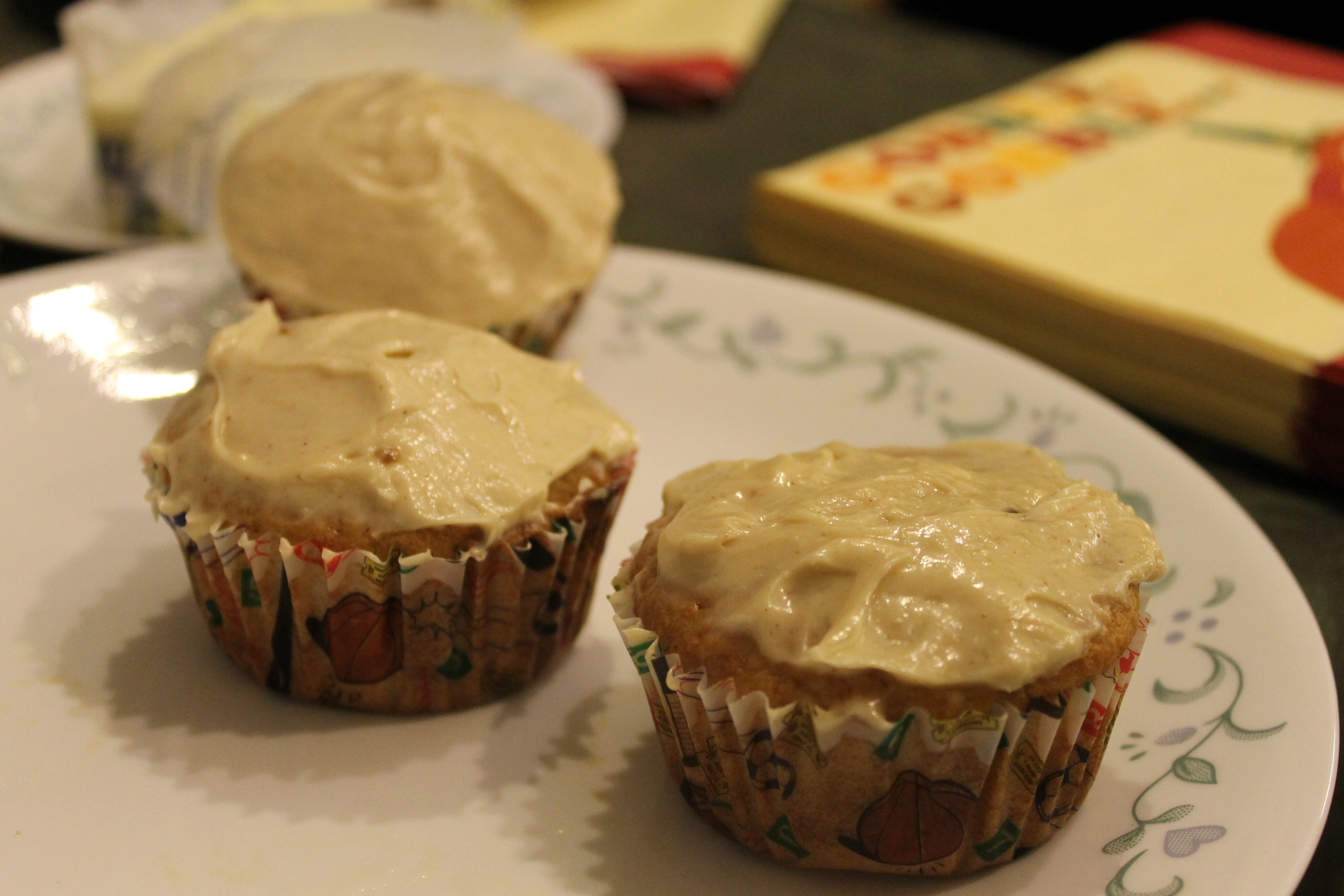
Bánh nước xốt táo dạng bánh cốc phết kem